# Quand le destin s'en mêle
Pour plus de détails, voir Fiche technique et Distribution.
Quand le destin s'en mêle (Still Breathing) est une comédie dramatique américaine de James Ford Robinson, sorti en 1997.

## Fiche technique
- Titre original : Still Breathing
- Titre français : Quand le destin s'en mêle
- Réalisation : James Ford Robinson
- Scénario : James Ford Robinson
- Production : Marshall Persinger et James Ford Robinson
- Musique : Paul Mills
- Photographie : John Thomas
- Montage : Sean Albertson
- Société de distribution : October Films (États-Unis), United International Pictures (France)
- Pays d'origine :  États-Unis
- Langue : Anglais
- Format : Couleur - 35 mm
- Genre : Comédie dramatique
- Durée : 109 minutes
- Dates de sortie :
  -  États-Unis : 15 mars 1997
  -  France : 1998